# 9154 Kolʹtsovo
9154 Kolʹtsovo eller 1982 SP6 är en asteroid i huvudbältet som upptäcktes den 16 september 1982 av den ryska astronomen Ljudmila Tjernych vid Krims astrofysiska observatorium på Krim. Den är uppkallad efter den ryska staden Kolʹtsovo.
Asteroiden har en diameter på ungefär 10 kilometer och den tillhör asteroidgruppen Eos.